# Course de la liberté Rouen-New York
La course de la liberté Rouen-New York est une course transatlantique en double sur grands voiliers multicoques. L'unique édition a eu lieu en mai 1986 à l'occasion du centenaire du départ de la capitale normande de la statue de la Liberté pour New York.

## Palmarès
| Position | Nom du voilier    | Type de voilier      | Équipage                                 | Temps          |
| -------- | ----------------- | -------------------- | ---------------------------------------- | -------------- |
| 1        | Roger et Gallet   | Catamaran de 23,15 m | Éric Loizeau et Patrick Tabarly          | 14 j 18 h 32 m |
| 2        | Atlantic Liberté  | Catamaran de 22,70 m | Bruno Peyron et Denis Horeau             | 15 j 05 h 35 m |
| 3        | Jean Stalaven     | Catamaran de 22,65 m | Dominique Marsaudon et Paul Vatine       | 15 j 10 h 25 m |
| 4        | Charente Maritime | Catamaran de 25,90 m | Pierre Follenfant et Philippe Follenfant | 15 j 14 h 53 m |
| 5        | Formule Tag       | Catamaran de 24,38 m | Mike Birch et Walter Greene              | 15 j 20 h 29 m |
| 6        | Avenir            | Trimaran de 15,24 m  | Louise Chambaz et Hervé Harin            | 17 j 14 h 37 m |
| -        | Ker Cadelac       | Trimaran de 22,00 m  | François Boucher et Jacques Delorme      | DNF            |
| -        | Royale II         | Catamaran de 25,91 m | Loïc Caradec et Philippe Facque          | DNF            |